# Zur Chronik von Grieshuus (Film)
Zur Chronik von Grieshuus ist ein deutscher Spielfilm von Arthur von Gerlach aus dem Jahre 1925. Als Vorlage zum Film diente die gleichnamige Novelle von Theodor Storm aus dem Jahre 1884.

## Handlung
Schloss Grieshuus kurz vor 1700 in Holstein: Der alte Burgherr hat seinen älteren Sohn Hinrich zu seinem Erben erkoren, während der jüngere Sohn Detlev in die Stadt gezogen ist, um dort Jura zu studieren. Eines Tages wird die Tochter des Leibeigenen Owe Heiken, Barbara, die von allen nur Bärbe genannt wird, von marodierenden Soldaten überfallen. Im letzten Moment kann sie Hinrich vor den Übergriffen retten.
Der junge Mann verliebt sich in die schöne Frau und will sie heiraten. Sein Vater ist jedoch strikt dagegen, er betrachtet die Schwiegertochter in spe als unstandesgemäß und will Hinrich notfalls enterben. Im Zorn zerreißt der Vater sein Testament, was Hinrich jedoch wenig bekümmert. Kurze Zeit später trifft Detlev auf der Burg ein und fordert von seinem Vater das Erbe, weil er Gesine, die Witwe des Grafen Orlamünde heiraten möchte. Es kommt daraufhin zu einer heftigen Auseinandersetzung zwischen Vater und Sohn, bei der der Vater stirbt. Dieser unerwartete Tod hat einen erbitterten Kampf der beiden ungleichen Brüder um das Erbe zur Folge. Detlev beansprucht nunmehr das Anwesen Grieshuus mit all seinen Ländereien für sich allein. Er versucht mit allen Mitteln, Hinrich und Bärbe auseinanderzubringen. Doch Bärbe ist inzwischen schwanger und erleidet durch die Streitereien und Aufregungen eine Frühgeburt. Während das Kind überlebt, stirbt Bärbe.
Junker Hinrich erschlägt daraufhin seinen Bruder Detlev und flieht in Panik. Das Neugeborene, ein Junge namens Rolf, wird von den Dienern auf Schloss Grieshuus liebevoll großgezogen. Doch Detlevs Witwe Gesine versucht, ganz im Sinne ihres erschlagenen Mannes, Grieshuus an sich zu reißen. Gesine will Rolf entführen. Da kehrt Hinrich eines Tages unerkannt in seine alte Heimat zurück. Schließlich gelingt es ihm, seinen Sohn aus den Händen Gesines zu entreißen und ihm das Erbe zu sichern.

## Produktionsnotizen
Gedreht wurde der Film, der als spätes, naturalistisches Meisterwerk des filmischen Expressionismus gilt, von Mai 1923 bis November 1924 in der Umgebung von Wilsede in der Lüneburger Heide (Außenaufnahmen) und auf dem Freigelände von Neubabelsberg (Burg Grieshuus, Heideturm). Seine Uraufführung fand am 11. Februar 1925 im Berliner Ufa-Palast am Zoo statt.
Es war die zweite, letzte und berühmteste Kinoinszenierung Arthur von Gerlachs.
Die Studiobauten entwarfen Robert Herlth und Walter Röhrig, die Außenbauten stammen von dem renommierten Architekten Hans Poelzig. Als Produktionsleiter diente Max Wogritsch, der mit Fritz Klotzsch auch die Aufnahmeleitung übernahm. Walter Schulze-Mittendorf entwarf die Plastiken. Die für den Film in Neubabelsberg errichtete Burg Grieshuus wurde zwei Jahre später im zweiten Teil des Films Maria Stuart (1927, Regie: Friedrich Feher) als Burg Norfolk wiederverwendet. Ironischerweise spielte auch hier Arthur Kraußneck den Burgherrn.
Bei der Zensurabnahme am 9. Februar 1925 erhielt der Film die Prädikate „Volksbildend“ und „Künstlerisch“. Am 17. April 1925 passierte eine verkürzte Fassung des Films die Zensur unter dem Titel Junker Hinrichs verbotene Liebe.

## Kritik
Reclams Filmführer schreibt: „Der Film erzählt seine Geschichte geradlinig, wobei ihm allerdings sowohl karikaturistische Übersteigerungen als auch Sentimentalitäten unterlaufen. Gut gelungen ist fast durchgehend die Schilderung der Vergangenheit, die ihm keineswegs zum oberflächlichen Kostümspiel gerät. Und bemerkenswert sind vor allem die Bauten (Robert Herlth, Walter Röhrig), die organisch in die Landschaft eingefügt wurden.“
Paimann’s Filmlisten resümierte: „Das Sujet ist vom Anfang an spannend und klar durchgeführt, von der Regie bestens bearbeitet, die besonders die Heidestimmung und die gleichsam aus ihr hervortauchenden Gebäude großartig getroffen. Photographie und Darstellung sind ausgezeichnet, wenn auch über dem Ganzen eine, sicherlich gewollte und durch den Vorwurf gegebene, Düsterheit liegt.“
In Oskar Kalbus’ Vom Werden deutscher Filmkunst ist zu lesen: „Arthur von Gerlach hat die alte seelenvoll-wehmütige Ballade „Chronik von Grieshuus“ (nach einer Novelle von Theodor Storm) aus der norddeutschen Heide erwachen lassen und mit ihr die Menschen (Lil Dagover, Paul Hartmann und Rudolf Forster) und Schicksale zu einer wundervollen Einheit verbunden“.